# 吕超

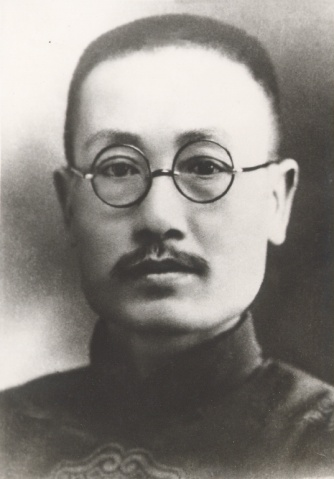

吕超（1890年3月9日—1951年7月20日）字漢群，号平林，四川省叙州府宜賓县人，祖籍湖南省，中华民国军事将领、政治人物。

## 生平

### 革命派
吕超早年入四川陸軍小学堂第1期，1909年（宣統元年）毕业。此後，吕超入南京的陸軍第四中学堂。当時，他为革命派思想傾倒，加入中国同盟会。1910年（宣統2年）春，入保定陸軍軍官学校。
1911年（宣統3年）10月武昌起義爆发，吕超赴上海。此后，他奉陳其美的指示返回北方，同李石曾、汪兆銘（汪精卫）等共同创立北京的京津同盟会分会。1912年（民国元年）2月，在袁世凱的授意下，北洋軍第3鎮肃清了京津同盟会分会。呂超逃回四川。
回到四川后，呂超投入中国同盟会会员、川軍第5師師長熊克武手下。1913年（民国2年），升任第5師第2团团長。同年，随熊克武参加二次革命，敗北后逃往上海。其后，吕超赴日本留学，入浩然学社。1914年（民国3年），孫文（孫中山）在日本组织中華革命党，呂超加入该党。同年12月，吕超归国，秘密从事反袁活動。

### 四川混战中

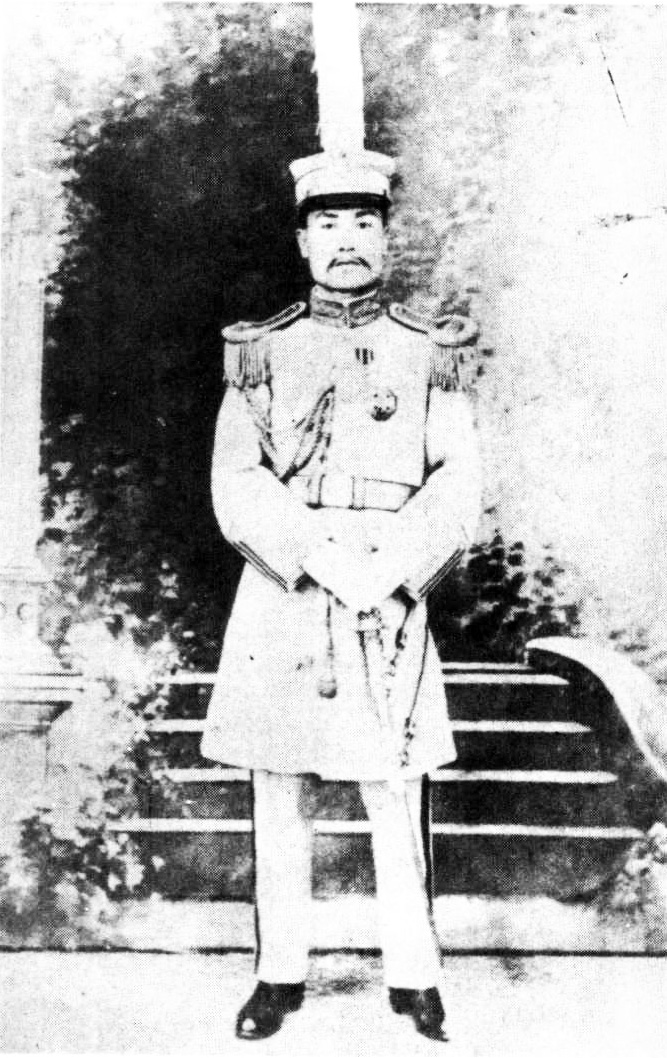

1915年（民国4年）12月，護国战争爆发。呂超自任中華革命軍川南司令，同进军四川省的蔡鍔所率的護国軍第1軍汇合。呂超在四川南部同袁世凱派軍隊作战，立下軍功，为護国軍的勝利作出了貢献。1916年（民国5年）6月，吕超被任命为第5師第58团团長。
1918年（民国7年）2月，孫文的南方政府任命熊克武为四川靖国軍总司令，呂超作为先锋进攻成都。他们击败了北京政府派的四川督軍劉存厚，并将其驱逐出四川省。此后，熊克武被任命为四川督軍、楊庶堪被任命为四川省長，呂超则任第5師師長。
1919年（民国8年），熊克武同陳炯明、唐继尧、趙恒惕联合主张聯省自治，遂同孫文的路線发生对立。因此，1920年（民国9年）4月，呂超等孫文派軍人发动「倒熊」战争。同年7月，呂超将熊克武驱逐出成都，就任川軍总司令。此后，熊克武同宿敵劉存厚和解，共同反撃，9月呂超敗北，流亡上海。

### 回到四川、晩年
此後，呂超作为孫文的直属部下，负责同国民軍等国内各派政治勢力交涉。1923年（民国12年）5月，由于工作有功，吕超被孫文任命为大元帥府参軍長。6月，孫文任命熊克武为四川討賊軍总司令，负责进攻北京政府派的楊森、劉湘，呂超任四川討賊軍第一軍军长，回到四川。1924年（民国13年）3月，熊克武敗北。呂超此後留在四川，参加讨伐四川督理楊森的作战。1926年（民国15年）11月，吕超被国民政府任命为四川宣慰使，呼应北伐。
北伐结束後，吕超加入李宗仁的新桂系，参加反蒋介石战争遭到大败。1939年（民国28年）10月，吕超在重庆创建中国抗建墾殖社，推进開墾事业。1948年（民国37年）1月，任監察院監察委員。1949年（民国38年），替中国共产党策反四川省的国民党部隊。1950年，被任命为中華人民共和国西南軍政委員会委員。
1951年7月20日，吕超在重慶病逝。享年62岁（满61歳）。